# جورجيوس أبوستوليديس
جورجيوس أبوستوليديس (باليونانية: Γιώργος Αποστολίδης)‏ مواليد 22 يونيو 1984 في سالونيك، هو لاعب كرة سلة يوناني. بدأ مسيرته الاحترافية في سنة 2001. يلعب مع خولارغوس. يحمل الرقم 8. يبلغ طوله 6 قدم 6.75 بوصة (2.0 م).

## المسيرة الاحترافية
لعب مع نادي إراكليس سالونيك لكرة السلة من سنة 2003 إلى 2005، ثم لعب مع نادي أولمبيا لاريسا لكرة السلة من سنة 2005 إلى 2007، ثم لعب مع نادي باناثينايكوس لكرة السلة في موسم 2013–2014.

## روابط خارجية
- جورجيوس أبوستوليديس على موقع الاتحاد الدولي لكرة السلة (الإنجليزية)
- جورجيوس أبوستوليديس على موقع الدوري الأوروبي لكرة السلة (الإنجليزية)
- جورجيوس أبوستوليديس على موقع كرة السلة الأوروبية.كوم (الإنجليزية)
- جورجيوس أبوستوليديس على موقع ريلجم (الإنجليزية)
- جورجيوس أبوستوليديس على موقع ريلجم (الإنجليزية)
- جورجيوس أبوستوليديس على موقع بروبوليرز (الإنجليزية)
- جورجيوس أبوستوليديس على موقع سبورتس رفرنس (الإنجليزية)